# 金荣水
金荣水（1879年—1957年10月7日），生于浙江嵊县马塘村，越剧男演员，越剧教师。1906年，与卫梅朵等组小歌班，工大面。此时代表作有《双珠凤》《玉连环》《玉蜻蜓》等。1923年，开办越剧史上第一个女班。之后又执教新新凤舞台、越新舞台、阳春舞台等越剧科班，越剧演员施银花、赵瑞花、屠杏花、魏素云、邢竹琴等皆曾师从其下。1957年10月7日，病逝于浙江。